# كيفن فلورا
كيفن فلورا (بالإنجليزية: Kevin Flora)‏ هو لاعب كرة قاعدة أمريكي، ولد في 10 يونيو 1969.